# Open-handed playing
Der Terminus „open-handed playing“ bezeichnet eine bestimmte Spieltechnik am Schlagzeug.

## Definition
Beim „open-handed playing“ werden die Hände am Schlagzeug nicht „überkreuzt“; der Schlagzeuger nimmt vielmehr eine „offene“ Position ein.
Für einen rechtshändigen und rechtsfüßigen Schlagzeuger bedeutet dies, dass die standardmäßig auf der linken Seite des Sets befindliche Hihat mit der linken Hand gespielt wird, die gewöhnlich im Zentrum des Schlagzeugs aufgebaute Snaredrum mit der rechten Hand. Üblicherweise wird die Hihat dafür tiefer als beim Spiel mit überkreuzten Händen positioniert. Als Stockhaltung wird der sogenannte „Matched Grip“ verwendet.

## Vorteile
Beim „open-handed playing“ ergeben sich einige Vorteile im Vergleich zum Spiel mit überkreuzten Händen:
- Der Spieler gewinnt mehr Freiheit in der Bewegung beim gleichzeitigen Spiel von Hihat und Snare.
- Die Körperhaltung beim Drumsetspiel ist aus medizinischer Sicht vorteilhafter und ergonomischer.
- Der Schlagzeuger hat durch die offene Position mehr Möglichkeiten die Klangauswahl betreffend.

## Hintergrund
Die erste Beschreibung dieser Spieltechnik stammt aus einer Veröffentlichung von Jim Chapin aus dem Jahre 1948 mit dem Titel „Advanced Techniques for the Modern Drummer Vol. I - Coordinated Independence as applied to Jazz and Bebop“. Chapin beschreibt im Vorwort seines Buches die konzeptionellen Vorteile sowie die Natürlichkeit dieser „offenen“ Position. Der entstehungsgeschichtliche Hintergrund hängt dabei ebenso mit der Entwicklung des modernen Schlagzeugs selbst zusammen. Insbesondere in der ersten Hälfte des 20. Jahrhunderts befanden sich die Bestandteile des Schlagzeugs und deren Bauweise in einem ständigen Wandel. Davon betroffen war vor allen Dingen auch das Hihat, dessen Entwicklung vom sogenannten „low boy“ über das „sock cymbal“ bis hin zur heute üblichen Form viele Stationen durchlaufen hat. Bis in die 40er Jahre war es bei überkreuzter Position der Hände noch durchaus üblich, beim „Traditional Grip“ mit der linken Hand über der rechten (und nicht wie heute üblich darunter) zu spielen. Erst allmählich setzte sich die überkreuzte Spielhaltung mit der rechten Hand über der linken Hand durch und blieb auch nach dem verstärkten Auftreten des „Matched Grip“ (d. h. gleiche Haltung der Stöcke in der rechten wie linken Hand) erhalten. Generell ist die Thematik auch durch den individuell unterschiedlichen Umgang des Schlagzeugers mit seiner „Händigkeit“ bzw. „Füßigkeit“, die musikalischen Erfordernisse sowie die große Flexibilität beim Aufbau des Drumsets geprägt. 

## Bekannte Vertreter
Anfang der 1970er Jahre galt vor allen Dingen Billy Cobham als prominentester Vertreter des „open-handed playing“. Sein künstlerisches Wirken als Schlagzeuger mit John McLaughlin's Mahavishnu Orchestra setzte neue Maßstäbe im Bereich des Jazz-Rock. Cobham bezeichnet sich nach eigener Aussage als beidhändig veranlagter Spieler, der mit der „offenen“ Position den instrumentalen und musikalischen Anforderungen des Schlagzeugs am besten gerecht werden kann. Daneben ist ebenso Lenny White ein „open-handed“ Spieler der ersten Stunde. Bekannt wurde er unter anderem durch seine Arbeit mit Chick Corea's Return to Forever. Im Gegensatz zu Cobham ist White jedoch Linkshänder. Der deutsche Schlagzeuger Claus Hessler und der US-Amerikaner Dom Famularo veröffentlichten 2009 erstmals ein Lehrbuch zu diesem Thema. Weitere bekannte Vertreter sind u. a.:
- Simon Phillips
- Carter Beauford
- Will Kennedy
- Mike Bordin
- Kenny Aronoff
- Claus Hessler

## Auswirkungen auf den Aufbau
Generell kann beobachtet werden, dass der Aufbau von „open-handed“ Schlagzeugern gewisse symmetrische Eigenschaften erkennen lässt und oftmals stärkere individuelle Eigenheiten des Spielers reflektiert. So ist es z. B. nicht unüblich, dass sich Hihats und Ride-Becken auf beiden Seiten des Schlagzeugs befinden, weitere (kleinere) Snares integriert werden und eine sonst stärkere „Rechtslastigkeit“ des Aufbaus weniger oft feststellbar ist. Dadurch ergeben sich zwangsläufig auch individuellere klangliche und musikalische Charakteristiken der auf diese Weise verfahrenden Drummer.